# Uszyce
Uszyce (niem. Uschütz, w latach 1936-1946 Wittenau) – wieś w Polsce, położona w województwie opolskim, w powiecie oleskim, w gminie Gorzów Śląski.
W latach 1975–1998 miejscowość należała administracyjnie do województwa częstochowskiego.
Uszyce są największą miejscowością w gminie. Przez miejscowość przebiega droga wojewódzka nr 487 relacji Byczyna – Olesno.

## Nazwa
Według niemieckiego nauczyciela Heinricha Adamy’ego nazwa miejscowości wywodzi się od polskiej nazwy części ciała – „ucha”. W swoim dziele o nazwach miejscowych na Śląsku wydanym w 1888 roku we Wrocławiu jako najwcześniejszą nazwę wymienia ją w obecnej polskiej formie – „Uszyce” podając jej znaczenie „Ohrdorf” czyli po polsku „Wieś ucha”. Niemcy fonetycznie zgermanizowali nazwę na Uschütz w wyniku czego utraciła ona swoje pierwotne znaczenie. 
Ze względu na polskie pochodzenie nazwy 29 lipca 1936 r. w miejsce zgermanizowanej nazwy Uschütz nazistowska administracja III Rzeszy wprowadziła nową, całkowicie niemiecką nazwę Wittenau. 12 listopada 1946 r. nadano miejscowości polską nazwę Uszyce.

## Historia
W 1910 roku 1008 mieszkańców mówiło w języku polskim, 24 w językach polskim i niemieckim, natomiast 369 osób posługiwało się jedynie językiem niemieckim. W wyborach komunalnych w listopadzie 1919 roku nie wystawiono tu listy polskiej. Podczas plebiscytu w 1921 roku we wsi uprawnionych do głosowania było 1080 mieszkańców (w tym 498 emigrantów). Za Polską głosowały 93 osoby, natomiast za Niemcami 968 mieszkańców. Podczas III powstania śląskiego miejscowość 4 maja została zajęta przez miejscowych powstańców. Między 9 a 13 maja Niemcy przeprowadzali w tym rejonie regularne kontrataki, jednak nie przyniosły im one powodzenia.

## Zabytki
Do wojewódzkiego rejestru zabytków wpisane są:
- kościół par. pw. Wniebowzięcia NMP, drewniany, z XVII w.
- zespół dworski, z XVIII-XIX w.:
  - dwór
  - park
  - mauzoleum (nie istnieje)

Inne zabytki:
- stary młyn, położony przy głównej drodze.

## Osoby związane z miejscowością
- Emanuel Kania – polski kompozytor i pianista, urodził się w Uszycach, 27 marca 1827 r.
- Gertrude Guillaume-Schack – niemiecka działaczka socjalistyczna i feministyczna, córka właściciela uszyckiego majątku hrabiego Schack von Wittenau, urodzona w Uszycach w 1845 r.